# Can Bosser
Can Bosser, o Boser, és una masia de Celrà (Gironès) inclosa en l'Inventari del Patrimoni Arquitectònic de Catalunya.

## Descripció
És un casal de planta quadrangular, amb parets portants de pedra morterada i estructurada en tres crugies. Coberta de teula àrab de dos vessants amb cairats de fusta. Porta principal de pedra amb arc rebaixat i balcó al primer pis amb barana de ferro forjat. Es conserva el fumeral primitiu de la llar de foc de la cuina. La casa presenta voltes amb pintures al primer pis que es conserven en força bon estat.
També és interessant la pallissa existent, de planta rectangular, amb arc de mig punt i coberta de teula a dues aigües amb embigats de fusta i canya.

## Història
Primitivament, la casa devia ocupar únicament l'edificació medieval de la part posterior a la banda sud-oest. L'any 1792 es realitza el nou edifici a continuació de l'antic i formant una unitat. La interessant pallissa existent fou construïda l'any 1743. La llinda de la porta principal assenyala l'any 1751 com a època de la seva construcció i Savi Boser com a propietari del moment.
Es conserven documents familiars. Concretament, n'hi ha un del rei Fernando VII condecorant un tinent avantpassat de la família anomenat Garriga i Boser, per les seves heroïcitats en la guerra del Francès.